# Martino Martini
Martino Martini   (Trento, 20 de setembre de 1614 - Hangzhou, 6 de juny de 1661) va ser un jesuïta italià, geògraf i cartògraf, missioner a la Xina a finals de la dinastia Ming i principis de la Qing.

## Biografia
Martino Martini va néixer el 20 de setembre de 1614 a Trento, fill d'Andrea i de Cecília. El 1632 va entrar a la Companyia de Jesús i va estudiar lletres clàssiques i filosofia al Col·legi Romà. També va estudiar astronomia i matemàtiques sota el mestratge d'Athanasius Kircher.
Va morir de còlera el 6 de juny de 1661 a Hangzhou, província de Zhejiang.

### Primera etapa a la Xina
El 26 de març de 1640 va sortir de Lisboa cap a les Índies Orientals; va arribar a Goa el 19 de setembre des d'on va passar cap a Macau on hi va estudiar xinès durant quasi un any, fins que va obtenir el permís per entrar a la Xina. Acompanyat per Giulio Aleni va arribar a Hangzhou on va iniciar la seva activitat com a missioner.

### Retorn a Europa
Durant el període de la "controvèrsia dels ritus", el 1650 el superior dels jesuïtes el va enviar a Roma per defensar el mètodes d'actuació dels jesuïtes en el seu procés d'evangelització en el territori xinès i també per trobar fonts de finançament per a la missió. Malgrat que el Papa Alexandre VII mitjançant la Congregació per a l'Evangelització dels Pobles (Propaganda Fide) promulgà un decret favorable als criteris d'actuació dels jesuïtes, el conflicte en poc temps va tornar a rebrotar.
Durant la seva estrada a Europa Martini també va establir contactes amb representants del món cultural, com l'editor Joannis Bleu que va publicar l'Atlas i el lingüista i matemàtic holandès Jacob Golius.

### Segona etapa a la Xina
El 1658 va tornar a la Xina, amb un grup dec 35 nous missioners, entre ells Ferdinand Verbiest, i el 1659 va reprendre la seva activitat a Hangzhou. on va potenciar la construcció d'una catedral, finalitzada després de la seva mort.
Se'l ha considerat com el primer occidental que va fer conèixer la Xina a Europa.

#### Mirall esteganogràfic
La primera edició de 1645 del llibre Ars Magna Lucis et Umbrae de l'erudit jesuïta alemany Athanasius Kircher incloïa una descripció de la seva invenció, el "mirall esteganogràfic": un sistema primitiu de projecció amb una lent d'enfocament i text o imatges pintades en un mirall còncau que reflecteix la llum solar, principalment destinat a la comunicació a llarga distància. Va veure limitacions en l'augment de la mida i va disminuir la claredat a una llarga distància i va expressar la seva esperança que algú trobaria un mètode per millorar-ho.
El 1654, el matemàtic jesuïta belga André Tacquet va utilitzar la tècnica de Kircher per mostrar el viatge de la Xina a Bèlgica de Martini. Alguns informes diuen que Martini va donar conferències a tot Europa amb una llanterna màgica, que podria haver importat de la Xina, però no hi ha proves que emprés res més que una tècnica de Kircher. No obstant això, Tacquet va ser corresponsal i amic de Christiaan Huygens i, per tant, podria haver estat un adaptador molt primerenc de la tècnica de la llanterna màgica que Huygens va desenvolupar al voltant d'aquest període.

## Obres destacades
- 1652-1653, Grammatica Linguae Sinensis, publicada el 1696. La primera gramàtica de xinès mandarí compilada segons els mètodes occidentals.
- 1654, De Bello Tartarico Historia. La primera crònica occidental sobre la caiguda de la Dinastia Ming i la invasió dels manxús que van iniciar la Dinastia Qing, obra editada a Anvers, amb 28 edicions i 8 llengües, entre 11654 i 1666.[4]
- 1654, Brevis Relatio de Numero et Qualitate Christianorum apud Sinas. Primer recull de la presencia catòlica a la Xina.
- 1655, Novus Atlas Sinensis (Atlas Martini), considerada l'obra més important de Martini, que inclou17 mapes i 171 pàgines de text.[6]
- 1658, Sinicae Historiae Decas Prima. Primera obra occidental sobre la història antiga de la Xina, on Martini va concretar una successió de dates de l'historia de la Xina a partir de l'emperador mitològic Fuxi (2952 aC), dades que van permetre una millor comprensió de la cronologia bíblica.[4]
- 1661, Trattato sull'amicizia (Qiuyou pian) Antologia d'escriptors occidentals escrita en mandarí.